# شوری (آب)

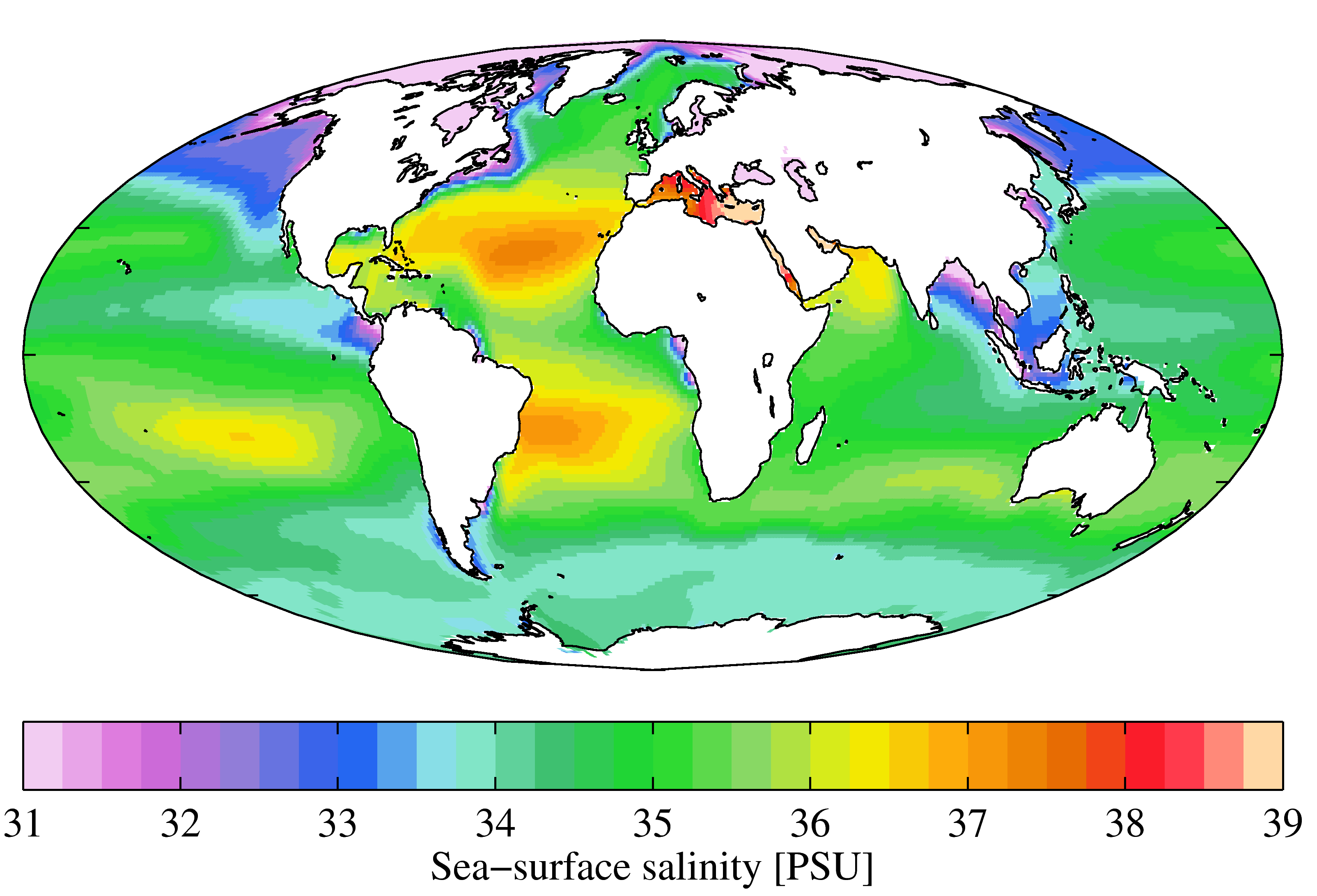
میانیگن سالانه شوری آب سطح دریا در اقیانوس جهانی از اطلس اقیانوس جهانی، ۲۰۰۹

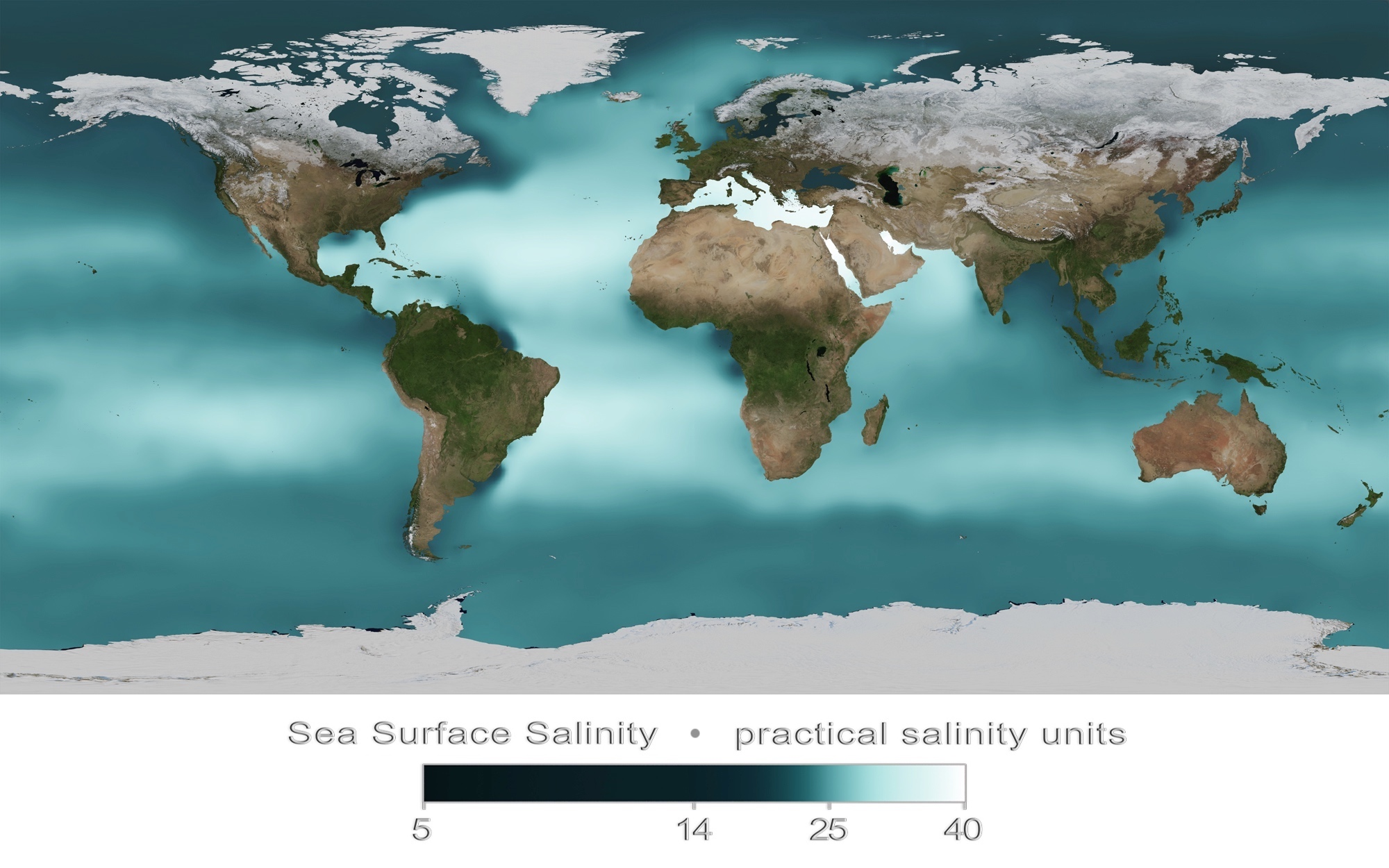
نقشه جهانی میانگین شوری سطح دریا (SSS)

شوری (انگلیسی: Salinity) به معنای شوربودن یا وجود نمک محلول در پهنه‌های آبی است. شوری آب عامل مهمی در تعیین ویژگی‌های شیمیایی آب‌های طبیعی و فرایندهای زیستی آن است. شوری متغیری ترمودینامیکی است که همراه با دما و فشار ویژگی‌های فیزیکی آب مانند چگالی و ظرفیت گرمایی را تعیین می‌کند.
خط کانتوری بر روی نقشه که نقاط دارای شوری یکسان را به‌هم وصل می‌کند، خط هم‌شوری نامیده می‌شود.

## تعریف
مفهوم وجود شوری در رودها، دریاچه‌ها و اقیانوس ساده است اما تعریف و اندازه‌گیری دقیق این مفهوم از نظر فنی و علمی چالش‌برانگیز می‌باشد. به صورت مفهومی شوری عبارت است از مقدار نمک‌های محلول در آب. این نمک‌ها از ترکیباتی مانند سدیم کلرید، منیزیم سولفات، پتاسیم نیترات و جوش شیرین تشکیل شده که در یون‌ها حل می‌شوند. مادهٔ حل‌شده به ماده‌ای گفته می‌شود که می‌تواند از یک فیلتر بسیار ریز بگذرد. قطر روزنه‌های این فیلتر را پیش‌تر ۰٫۴۵ میکرومتر و امروزه ۰٫۲ میکرومتر در نظر می‌گیرند. شوری را می‌توان به‌صورت شکلی از کسر جرمی نیز بیان کرد، یعنی جرم مادهٔ حل‌شده در واحد جرم محلول.
معمولاً میانگین شوری آب اقیانوس‌های کره زمین حدود ۳۵ گرم نمک به ازای هر کیلوگرم از آب دریا است، گرچه این مقدار در نزدیکی سواحلی که رودها به دریا می‌ریزد، کمتر است. میزان شوری رودها و دریاچه‌ها ممکن است بسیار متفاوت و از ۰٫۰۱ گرم در لیتر تا چند گرم در لیتر باشد، گرچه در برخی نقاط مقادیر بالاتر شوری نیز یافت می‌شود. میزان شوری دریای مرده بیش از ۲۰۰ گرم در هر لیتر است.